# Brye
Brye is een dorp in de Belgische provincie Henegouwen, en een deelgemeente van de Waalse stad Fleurus.
Brye was een zelfstandige gemeente, tot die bij de gemeentelijke herindeling van 1977 toegevoegd werd aan de gemeente Fleurus.
In Brye vond in de ochtend op 16 juni 1815 een ontmoeting plaats tussen Wellington en Blücher, vlak voor de slag bij Ligny later die dag.

## Demografische ontwikkeling
- Bronnen:NIS, Opm:1831 tot en met 1970=volkstellingen, 1976= inwoneraantal op 31 december

## Galerij

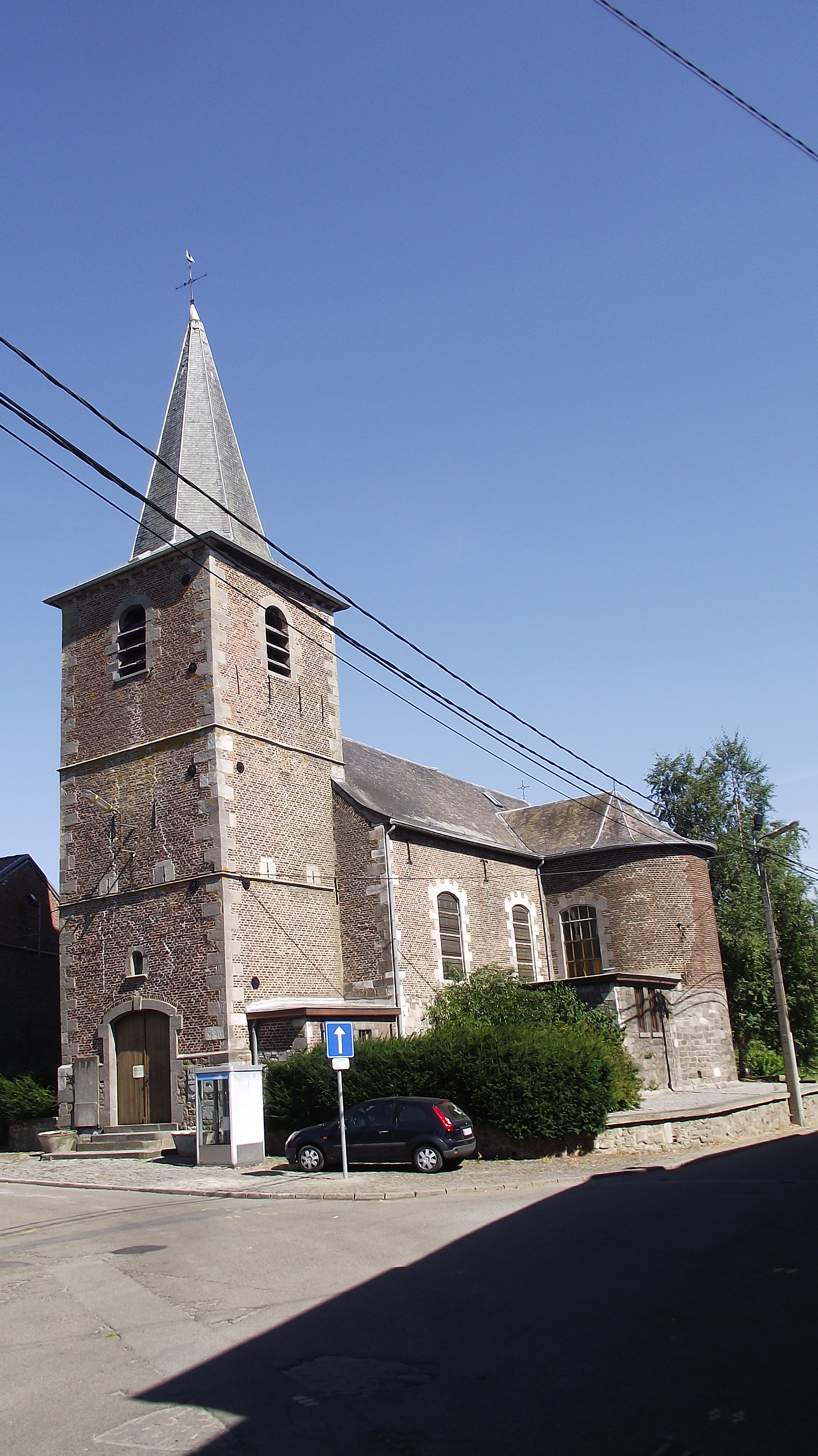
De Sint-Pieterskerk
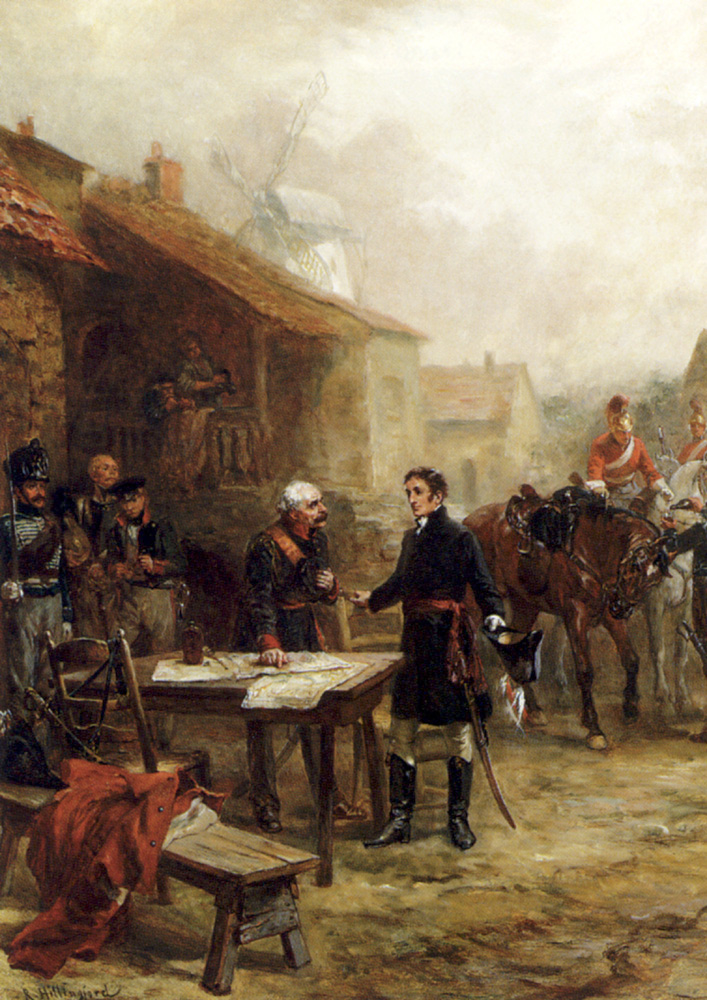
De ontmoeting tussen Wellington en Blücher